# Mauta
Mauta is een bestuurslaag in het regentschap Alor van de provincie Oost-Nusa Tenggara, Indonesië. Mauta telt 1853 inwoners (volkstelling 2010).